# Colonia Preparatoria
Colonia Preparatoria är en ort i Mexiko.   Den ligger i kommunen Iliatenco och delstaten Guerrero, i den sydöstra delen av landet, 270 km söder om huvudstaden Mexico City. Colonia Preparatoria ligger 1 036 meter över havet och antalet invånare är 139.
Terrängen runt Colonia Preparatoria är kuperad åt sydost, men åt nordväst är den bergig. Runt Colonia Preparatoria är det ganska glesbefolkat, med 45 invånare per kvadratkilometer. Närmaste större samhälle är Iliatenco, 0,88 km nordväst om Colonia Preparatoria. I omgivningarna runt Colonia Preparatoria växer huvudsakligen savannskog.